# Trichopsychoda vulgaris
Trichopsychoda vulgaris är en tvåvingeart som beskrevs av Jezek 2002. Trichopsychoda vulgaris ingår i släktet Trichopsychoda och familjen fjärilsmyggor. Inga underarter finns listade i Catalogue of Life.